# Sistema de Referencia Celeste Internacional
El Sistema de Referencia Celestial Internacional (por sus siglas en inglés ICRS) es el sistema de referencia celestial estándar actual adoptado por la Unión Astronómica Internacional (IAU). Su origen esta en el baricentro del sistema solar, con ejes que se pretenden estar "fijado" con respeto al espacio. Las coordenadas ICRS son aproximadamente iguales a las coordenadas ecuatoriales: el polo medio en J2000.0 en el ICRS se encuentra en 17,3±0,2 mas en la dirección de 12 h y 5,1±0,2 mas en la dirección de 18 h. El equinoccio medio de J2000.0 está cambiado del ICRS ascensión recta origen por 78±10  mas (rotación directa alrededor del eje polar).